# Лабрадорское течение
Лабрадо́рское течение — холодное морское течение в Атлантическом океане, протекающее между побережьем Канады и Гренландией и устремлённое в южном направлении из моря Баффина до Ньюфаундлендской банки. Скорость течения 25—55 см/с; в феврале температура на поверхности изменяется от −1 °C на севере до 5 °C на юге, повышаясь в августе до 2-10 °C соответственно.
Около Ньюфаундленда Лабрадорское течение сталкивается с тёплым Гольфстримом, отклоняя его в сторону Европы. Таким образом, умеренный климат Европы во многом «заслуга» Лабрадорского течения. В регионе столкновения обоих течений часто возникает туман, так как тёплый воздух над Гольфстримом попадает в область холодного воздуха. Кроме того, эта коллизия способствует возникновению циклонов. Вода Лабрадорского течения из-за происхождения из Северного Ледовитого океана относительно несолёная (30—32 ‰).
Лабрадорским течением на юг выносятся айсберги, представляющие опасность для судоходства в северной Атлантике. Знаменитый «Титаник» затонул после столкновения с айсбергом, принесённым Лабрадорским течением.